# (5637) Giges
(5637) Giges es un asteroide que forma parte de los asteroides troyanos de Júpiter descubierto el 10 de septiembre de 1988 por Carolyn Shoemaker y por su esposo que también era astrónomo Eugene Shoemaker desde el Observatorio del Monte Palomar, Estados Unidos.

## Designación y nombre
Designado provisionalmente como 1988 RF1. Fue nombrado Giges en homenaje a Giges, compañero de Eneas, participó en la carrera de barcos durante en los juegos funerarios para Anquises. Capitaneó la Quimera, un barco de gran longitud y peso. Llegó en tercer lugar cuando se vio frenado por la pérdida de su timonel, a quien arrojó por la borda con rabia porque navegó demasiado lejos de una roca peligrosa.

## Características orbitales
Giges está situado a una distancia media del Sol de 5,159 ua, pudiendo alejarse hasta 5,767 ua y acercarse hasta 4,551 ua. Su excentricidad es 0,117 y la inclinación orbital 22,42 grados. Emplea 4280,58 días en completar una órbita alrededor del Sol.

## Características físicas
La magnitud absoluta de Giges es 11,5. Tiene 28,168 km de diámetro y su albedo se estima en 0,056. 